# Analytická metoda památkové péče

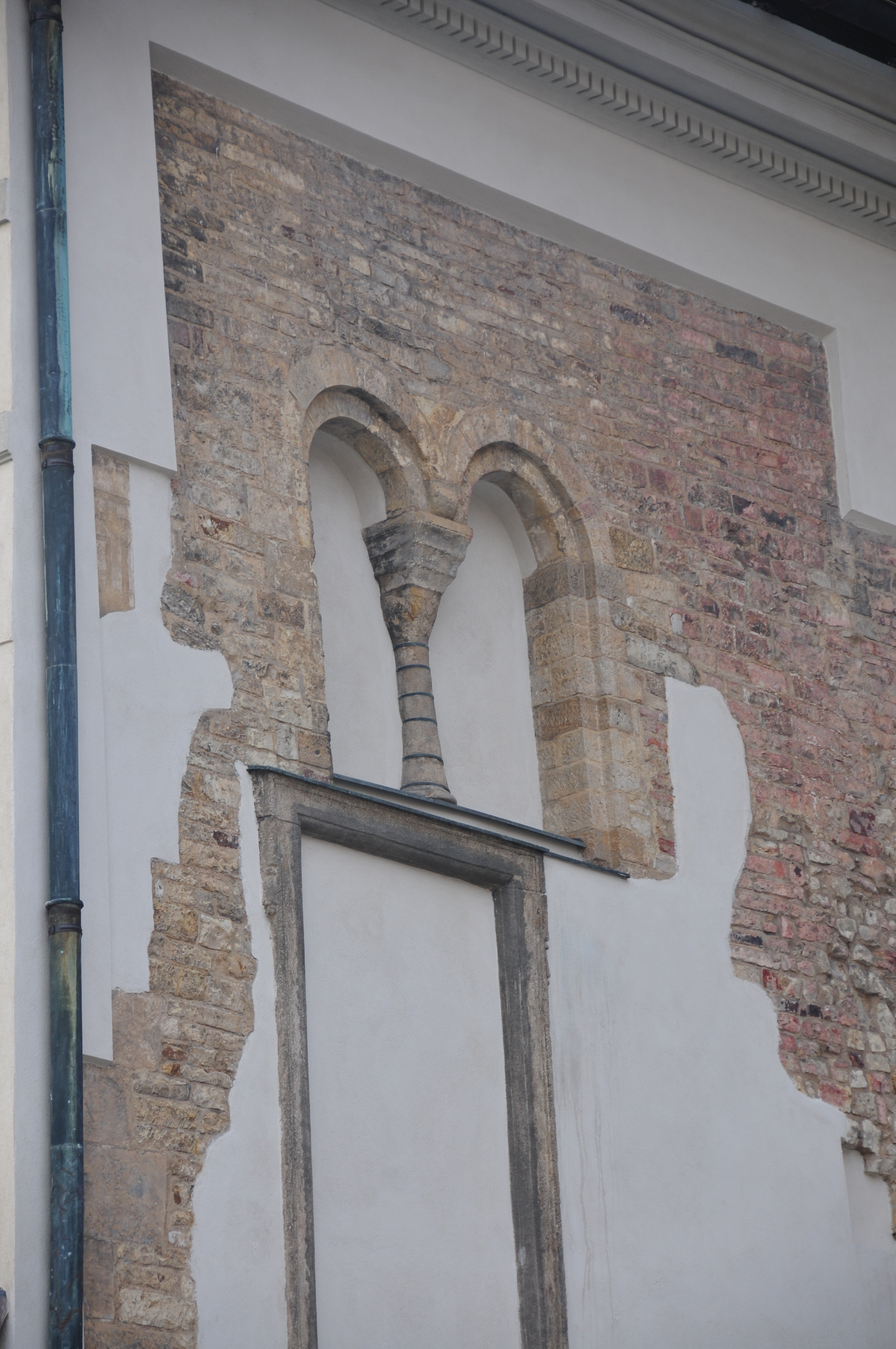
Analyticky přístup aplikovaný na zdi Starého proboštství Pražského hradu

Analytická metoda památkové péče označuje způsob obnovy především stavebních památek, při které se dává důraz na odkrytí, konzervování a prezentaci jednotlivých historických stavebních fází památky. V Československu se uplatňovala zejména ve dvacátých až padesátých letech 20. století.

## Původ metody
Ve druhé polovině 19. století v období historických slohů převládl puristický přístup k památkám, který se snažil očistit památky od pozdějších úprav a doplnit je v duchu původního, „čistého“ slohu. V českých zemích byl předním představitelem tohoto přístupu Josef Mocker. Na přelomu století přinesla zcela odlišný přístup k památkové péči vídeňská škola v čele s Aloisem Rieglem, především důrazem na „hodnotu stáří“ památky. Ten spočíval ve studiu a ohodnocení jednotlivých historických fází památky, uznání hodnoty její zachované hmotné, materiální podstaty včetně stop stáří (patina) a odmítnutí imitací původních prvků, podoba doplňků měla odpovídat době jejich vzniku.

## Praxe v Československu
Do praxe pak myšlenky prosazoval historik umění Max Dvořák. Uplatnily se při rekonstrukcích architektů Jože Plečnika (Pražský hrad), Dušana Jurkoviče (zámek Nové Město nad Metují) nebo Pavla Janáka (Černínský palác), při kterých se dařilo harmonicky propojit tuto metodu s kultivovanými moderními doplňky. Důsledné uplatňování metody vycházející z Rieglova odkazu, kterou prosazoval především Zdeněk Wirth, pak vedla k vlastní analytické metodě. Ta se snažila na fasádě zachovat všechny objevené prvky (ostění, zdivo ap.) z jednotlivých období, konzervovat je a názorně prezentovat. Architektonické uspořádání fasády tím bylo nelogicky narušováno a památka ztrácela charakter jednotného uměleckého díla. Navíc nastupující přísně modernistický funkcionalismus neumožňoval sladění novodobých přístaveb a doplňků s charakterem historických památek.

## Krize a syntetická metoda
Cestu z krize památkové péče nalezl historik umění Václav Wagner. Z analytické metody zachoval důraz na studium vývoje památky a potřebu zachovat její materiální podstatu. Místo pietní prezentace zjištěného, „analytické vivisekce“, však požadoval chápání památky jako živého díla, potřebu porozumět idejím a principům do díla vložených. Památka ale na rozdíl od puristického způsobu měla být doplňována v duchu zachované podoby a historické prvky mohly být doplněny i volnou nápodobou. Wagner se také nesoustředil jen na památku samotnou, ale v návaznost na starší teorie rozvíjené v okruhu Klubu Za starou Prahu i na její okolí a také větší celky včetně celých jader historických měst. Tyto principy se následně uplatňovaly v Československu (např. Dobroslav Líbal), ale ovlivnily i mezinárodní základy moderní památkové péče formulované v Benátské chartě v roce 1964.